# سمکلوی علیا
سمکلوی علیا یک روستا در ایران است که در استان اردبیل  و شهرستان بیله سوار و بخش انجیرلو واقع شده‌است. سمکلوی علیا ۱۳۲ نفر جمعیت دارد.